# Roberto Skyers
Roberto Skyers (* 12. November 1991 in Minas) ist ein kubanischer Sprinter.
2010 wurde er über 100 m Vierter bei der Iberoamerikanischen Meisterschaft.
Bei den Panamerikanischen Spielen 2011 in Guadalajara siegte er über 200 m und kam mit der kubanischen Mannschaft in der 4-mal-100-Meter-Staffel auf den vierten Platz.

## Persönliche Bestzeiten
- 100 m: 10,11 s, 27. Mai 2016,	Havanna
- 200 m: 20,02 s, 24. Juli 2015, Toronto